# Camille Chautemps
Camille Chautemps (Párizs, 1885. február 1. – Washington, 1963. július 1.) francia politikus, a Harmadik Francia Köztársaság 66., 75. és 83. miniszterelnöke.

## Pályafutása
Apja, Émile Chautemps, Haute-Savoie nemzetgyűlési képviselője, majd szenátora, később gyarmatügyi és a tengerhajózási miniszter. A 17 éves Camille-t érdekelte a politika, ezért nagybátyja titkára lett. Alphonse Chautemps Indre-et-Loire parlamenti képviselője volt, és Camille aktívan vett részt nagybátyja képviselőválasztási kampányában.
Azután jogot tanult Párizsban, ott kezdte ügyvédi pályáját, de néhány év múlva Tours-ba  helyezte át irodáját. 1917-ben amerikai csapatok is állomásoztak a városban és Chautemps, bár nem volt még polgármester, számos ügyben segítette az amerikai parancsnokságot. 1919-ben hivatalosan is a város polgármestere lett, belépett a radikális pártba (Parti radical-socialiste), és még ugyanabban az évben Indre-et-Loire nemzetgyűlési képviselőjévé választották.
1924 és 1926 között több kormányban irányította a belügyeket (Herriot első, Painlevé második,  Briand nyolcadik, végül Herriot második kormányában). A képviselőházban a polgári és büntetőjogi bizottság munkájában vett részt. 1930. február 21-én Gaston Doumergue felkérésére kormányt alakított, és a belügyi tárcát is megtartotta.
1932 júniusában ismét belügyminiszter Herriot harmadik kormányában, majd 1933-ban Daladier első kormányában, végül Albert Sarraut kormányában.
1933. november 26-án alakította második kormányát. 1934. január 30-án a Stavisky-ügy miatt visszalépett a kormány, bár a parlament nem szavazott ellene bizalmatlanságot.
A népfrontkormány államminisztere volt, majd Léon Blum után 1937. június 29-én alakította meg harmadik kormányát. A népfront politikájának szellemében államosíttatta a francia vasutakat és létrehozták a SNCF-t. Az Anschluss után egy nappal saját akaratából lemondott. Miniszterelnök helyettes lett Daladier, majd Paul Reynaud kormányában és támogatta a compiègne-i fegyverszünetet.
1940. július 12-ig, lemondásáig, államminiszter és miniszterelnök helyettes Philippe Pétain kormányában. 1940 novemberében a francia kormány megbízásából Washingtonba utazott. Csak 1944-ben hagyta el az Egyesült Államokat és Észak-Afrikába ment. Rövid időre visszatért Párizsba, majd visszautazott Washingtonba. A felszabadulás után távollétében börtönbüntetésre ítélték, annak ellenére, hogy írásban tiltakozott a franciaországi zsidók elhurcolása ellen. 1954-ben amnesztiában részesült. Washingtonban is alapított családot. Első házasságából született gyermekei Franciaországban maradtak. Vejét, a francia ellenállás tisztjét, a nácik ölték meg. Egyik fia a 2. páncélos hadosztályban harcolt, másik fia a Szabad Francia Erők pilótája volt, a háború után berepülőpilóta.

## Kapcsolódó szócikk
- Franciaország miniszterelnökeinek listája